# 高原

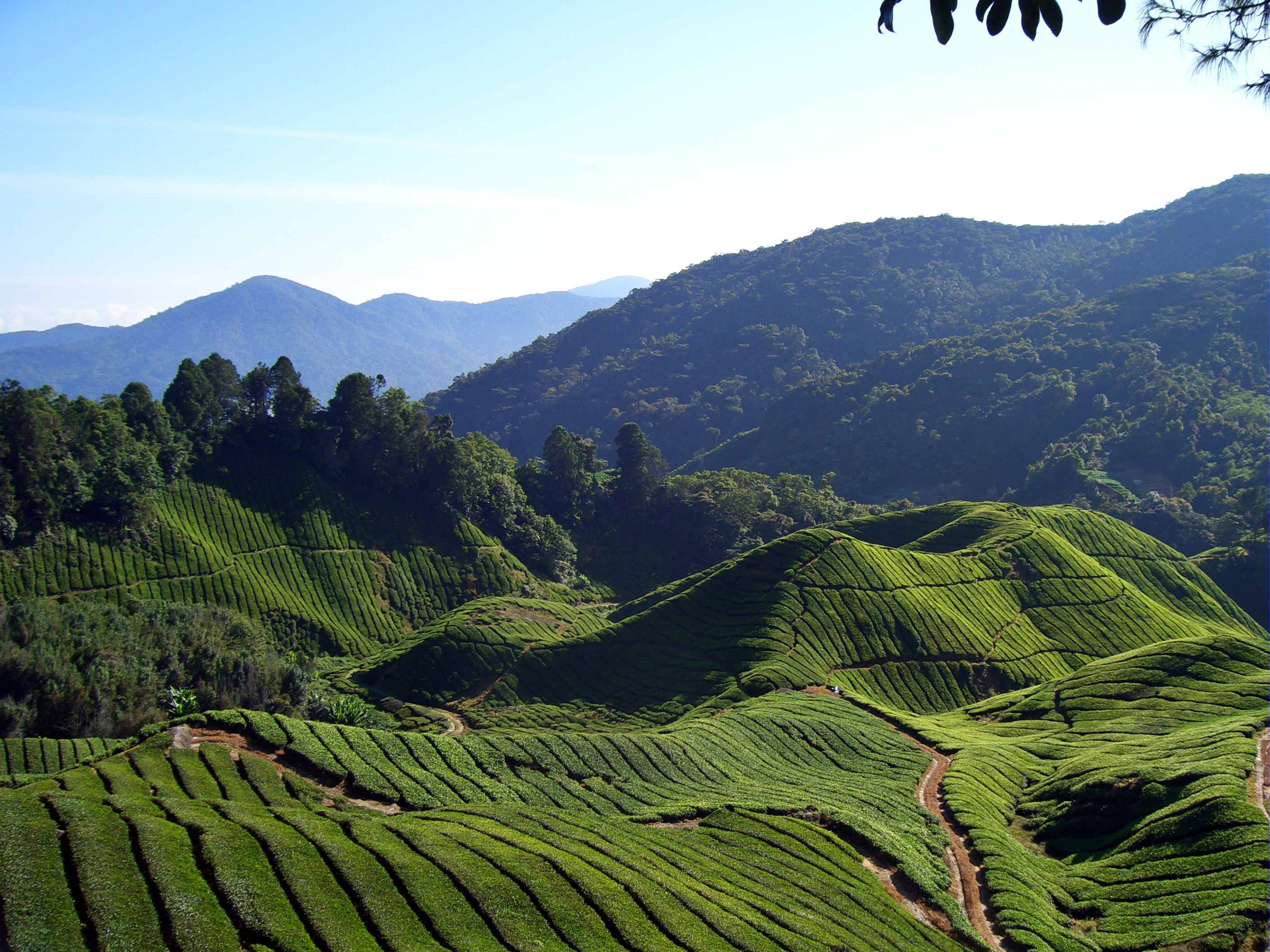
马来西亚金马伦高原。

高原或高平原，是一种地表起伏不大但边缘较陡峭的地形，海拔一般在500米以上。由于地势较高，切割比低平原强烈。形成年代较短暫的高原一般比较平坦，而年代较长的则因长期受土著侵蚀，比较高聳，而看起来和山地一样。北美洲东部阿巴拉契亚山脉西端实际就是这种像山的高原。高原是指海拔高度在2000米以上，面積廣大，地形閉闊，周邊以明顯的陡坡為界，較完整的大面積隆起地區。

## 世界上的高原
世界最高的高原是青藏高原，面积最大的高原为南極洲南极高原，但南極高原處於爭議之中，在個別國家中巴西高原也算是世界最大的高原。
例子：
- 蒙古高原（蒙古國、中国）
- 伊朗高原（伊朗）
- 东非高原（东非）
- 黄土高原（中国）
- 巴西高原（巴西）
- 云顶高原（马来西亚）
- 金马伦高原（马来西亚）
- 埃塞俄比亚高原 （埃塞俄比亚）
- 雲貴高原（中國）
- 青藏高原（中國）
- 阿拉伯高原（阿拉伯）
- 中部西伯利亞高原（俄羅斯）
- 巴西高原（巴西）

註：印度德干高原、北美洲拉布拉多高原海拔小於1000公尺，因此歸類為台地。